# Лисянська волость (Звенигородський повіт)
Лисянська волость — історична адміністративно-територіальна одиниця Звенигородського повіту Київської губернії з центром у містечку Лисянка.
Станом на 1886 рік складалася з 10 поселень, 11 сільських громад. Населення — 12261 особа (6044 чоловічої статі та 6217 — жіночої), 1023  дворових господарства.
|                     | Площа, десятин | У тому числі орної, дес. |
| ------------------- | -------------- | ------------------------ |
| Сільських громад    | 7192           | 5361                     |
| Приватної власності | 7688           | 3695                     |
| Іншої власності     | 337            | 271                      |
| Загалом             | 15217          | 9327                     |

Поселення волості:
- Лисянка — колишнє власницьке містечко при річці Гнилий Тікич за 20 верст від повітового міста, 2930 осіб, 361 двір, 2 православні церкви, костел, синагога, 2 єврейських молитовних будинки, школа, богодільня, 4 постоялих двори, 20 постоялий будинків, 28 лавок, базари, водяний і 4 вітряних млини, пивоварний і винокурний заводи.
- Бужанка — колишнє власницьке село при річці Гнилий Тікич, 1264 осіб, 160 дворів, православна церква, школа, лікарня, 2 постоялих будинки, 2 водяних і вітряний млини, винокурний і бурякоцукровий заводи.
- Дібрівка — колишнє власницьке село, 663 особи, 65 дворів, православна церква, постоялий будинок, 2 вітряних млини.
- Жаб'янка — колишнє власницьке село, 827 осіб, 96 дворів, православна церква, школа, постоялий будинок, 2 водяних млини.
- Лисянські Будища — колишнє власницьке село при річці Гнилий Тікич, 670 осіб, 70 дворів, православна церква, школа, водяний і 3 вітряних млини, кісткопальний і бурякоцукровий заводи.
- Монастирок — колишнє власницьке село при річці Гнилий Тікич, 366 осіб, 32 двори, скасований монастир, 4 вітряних млини.
- Смільчинці — колишнє власницьке село, 935 осіб, 130 дворів, православна церква, школа, постоялий будинок, 4 вітряних млини.
- Франківка — колишнє власницьке село, 510 осіб, 79 дворів, вітряний млин.

Старшинами волості були:
- 1909—1913 роках — Степан Федорович Довгий[2],[3],[4],[5];
- 1915 року — Яків Дмитрович Кривенко[6].